# Maria da Conceição Tavares
Maria da Conceição de Almeida Tavares
ORB • ComM (Anadia, 24 de abril de 1930 – Nova Friburgo, 8 de junho de 2024) foi uma economista, matemática e escritora luso-brasileira. Trabalhou na elaboração do Plano de Metas de Juscelino Kubitschek e foi professora titular da Universidade Estadual de Campinas (UNICAMP) e professora emérita e titular da Universidade Federal do Rio de Janeiro (UFRJ).
Filiada ao Partido dos Trabalhadores (PT), ela também foi deputada federal pelo estado do Rio de Janeiro entre 1995 e 1999, além de ter sido autora de diversos livros sobre desenvolvimento econômico.

## Biografia
Maria da Conceição nasceu na freguesia de São Lourenço do Bairro, concelho (município) de Anadia, no distrito de Aveiro, mas cresceu em Lisboa. Era filha de Fausto Rodrigues Tavares e de Maria Augusta de Almeida Caiado. Sua mãe era católica e seu pai, um anarquista que abrigou refugiados da Guerra Civil Espanhola, em plena era Salazar.
Após iniciar o curso de Engenharia na Universidade de Lisboa, Maria transferiu-se para Ciências Matemáticas, licenciando-se em 1953. Para fugir da ditadura salazarista em Portugal, transferiu-se para o Brasil em fevereiro de 1954, já casada com seu primeiro marido, o engenheiro Pedro José Serra Soares, e grávida de sua filha Laura. Ela se estabeleceu com a família no Rio de Janeiro.
Quando chegou ao Brasil, ela começou a participar das atividades e debates promovidos pela Sociedade Brasileira para o Progresso da Ciência (SBPC). Por não conseguir a equivalência de diplomas que lhe permitiria dar aulas em universidade, em 1955 começou a trabalhar como estatística no Instituto Nacional de Imigração e Colonização (INIC), atual Instituto Nacional de Colonização e Reforma Agrária (INCRA).
Em 1957, adotou a cidadania brasileira. Nessa época, depois de ter percebido que o conhecimento da matemática não era suficiente para o caminho profissional que pretendia seguir, matriculou-se, ainda em 1957, no curso de Economia da Universidade do Brasil, hoje Universidade Federal do Rio de Janeiro. No ano seguinte, tornou-se analista matemática do Banco Nacional do Desenvolvimento Econômico e Social (BNDES), onde trabalhou até 1960. Entre 1958 e 1960 ela foi também membro do Grupo Executivo de Indústria Mecânica Pesada (Geimape), um dos grupos executivos surgidos durante o governo do presidente Juscelino Kubitschek. Seu trabalho era ligado ao Conselho do Desenvolvimento, organismo central de planejamento subordinado diretamente à presidência da República, encarregado de elaborar e coordenar os programas setoriais definidos pela política econômica do governo.

Seu trabalho sofreu influência de três outros economistas brasileiros: Celso Furtado, Caio Prado Jr. e Ignácio Rangel, que a despertou para as questões relacionadas ao capital financeiro. 
"Isso eu devo ao Ignácio Rangel, que chegou para mim e disse: "A esquerda tem a mania de não estudar essa coisa de moeda e finanças, e isso dá muito mau resultado." Eu disse: "Em finanças públicas tem gente." "Mas eu não estou falando disso, estou falando de bancos, balanços, essas coisas que vocês nem dão bola. Precisa estudar, precisa saber, porque a inflação..." E
começou com as coisas dele sobre a inflação."
Maria da Conceição escreveu centenas de artigos e vários livros, destacando-se Auge e Declínio do Processo de Substituição de Importações no Brasil – Da Substituição de Importações ao Capitalismo Financeiro, de 1972. Dentre os textos que compõem esse livro o ensaio Além da estagnação, escrito com seu assistente José Serra, constatava, ao contrário do afirmado por Celso Furtado nos anos 1960, que era possível atingir elevado crescimento econômico, como demonstrara o Milagre Econômico brasileiro, embora com aumento ainda maior da concentração de renda. O livro foi escrito no fim dos anos 1960, quando chefiava o escritório da Comissão Econômica para a América Latina e o Caribe (Cepal) no Brasil.
Em outubro de 1968, foi designada para o escritório da Cepal no Chile, onde também foi convidada a lecionar na Escolatina, ligada à Universidade do Chile. Sua presença no Chile nessa época evitou que fosse presa ou punida pelo AI-5, lançado em dezembro de 1968. Em outubro de 1971 licencia-se da Cepal para iniciar uma pós-graduação na Sorbonne em Paris. Com a piora da situação econômica, voltou ao Chile e passou a trabalhar, entre maio de 1972 e março de 1973, como assessora econômica voluntária do Ministro da Economia, Carlos Matus, no governo da Unidade Popular do Presidente Salvador Allende. Em fins de 1973, foi para a Universidade Autônoma do México como professora visitante e trabalhou no escritório da Cepal daquele país durante o ano de 1974. Em novembro de 1974, quando se preparava para embarcar do Galeão para uma reunião em Santiago, foi detida e ficou alguns dias sequestrada pelos órgãos da repressão da Ditadura Militar. Ela foi liberada por intervenção direta dos ministros Severo Gomes, da Indústria e Comércio, e Mário Henrique Simonsen, da Fazenda, junto ao Presidente Ernesto Geisel.
Nos anos 1980, Maria da Conceição Tavares era um dos principais nomes da assessoria econômica PMDB e lecionava no Instituto de Economia da Unicamp, onde ela ajudara a implantar os cursos de mestrado e doutorado do departamento. Dois dos seus colegas professores de economia na Unicamp, Luiz Gonzaga Belluzzo e João Manuel Cardoso de Mello, trabalharam no assessoramento do Ministro da Fazenda Dilson Funaro na elaboração do Plano Cruzado, programa do governo Sarney destinado a combater a hiperinflação da época com, entre outras coisas, a aplicação de congelamentos de preços. A eclética equipe econômica contava com futuros elaboradores do Plano Real, como Pérsio Arida e André Lara Resende, que haviam assumido cargos na diretoria do Banco Central para auxiliar no Plano Cruzado e pertenciam a um departamento de economia como o da Puc-Rio, de tendência liberal e não desenvolvimentista. Entretanto, foi a imagem de Conceição Tavares e a do seu departamento de economia que ficaram associados ao Plano Cruzado, por causa da emoção demonstrada por ela quando ocorreu o lançamento do plano, em março de 1986. Conceição Tavares emocionou-se e chorou em rede nacional por considerar que de partida o Plano Cruzado não era prejudicial aos assalariados e desfavorecidos da sociedade brasileira. Em entrevista de 2015, ela disse que se comoveu por ser o primeiro plano anti-inflacionário que não prejudicava o trabalhador; que "foi uma experiência amarga, depois, capotou tudo de maneira estrondosa". Pela presença pública conquistada na época, ganhou uma imitação no programa humorístico Escolinha do Professor Raimundo, interpretada por Nádia Maria.
Entre junho de 1993 e setembro de 2004 assinou a coluna Lições Contemporâneas para o jornal Folha de S.Paulo. Inicialmente seus textos eram publicados a cada semana, mas depois passou dividir a coluna com seus colegas economistas, Aloizio Mercadante, Luciano Coutinho e Luiz Gonzaga Belluzzo.

Em artigo para a Folha de S.Paulo de 4 de setembro de 1994, criticou o Plano Real, ressaltando as perdas salariais ocasionadas pelos índices adotados para os reajustes dos salários e sobrevalorização cambial. Tendo sido eleita deputada federal pelo PT do Rio de Janeiro em 1994, se tornaria uma das críticas mais contundentes da orientação econômica do governo FHC. No ano de 1998, venceu o Prêmio Jabuti na categoria 'Economia'.

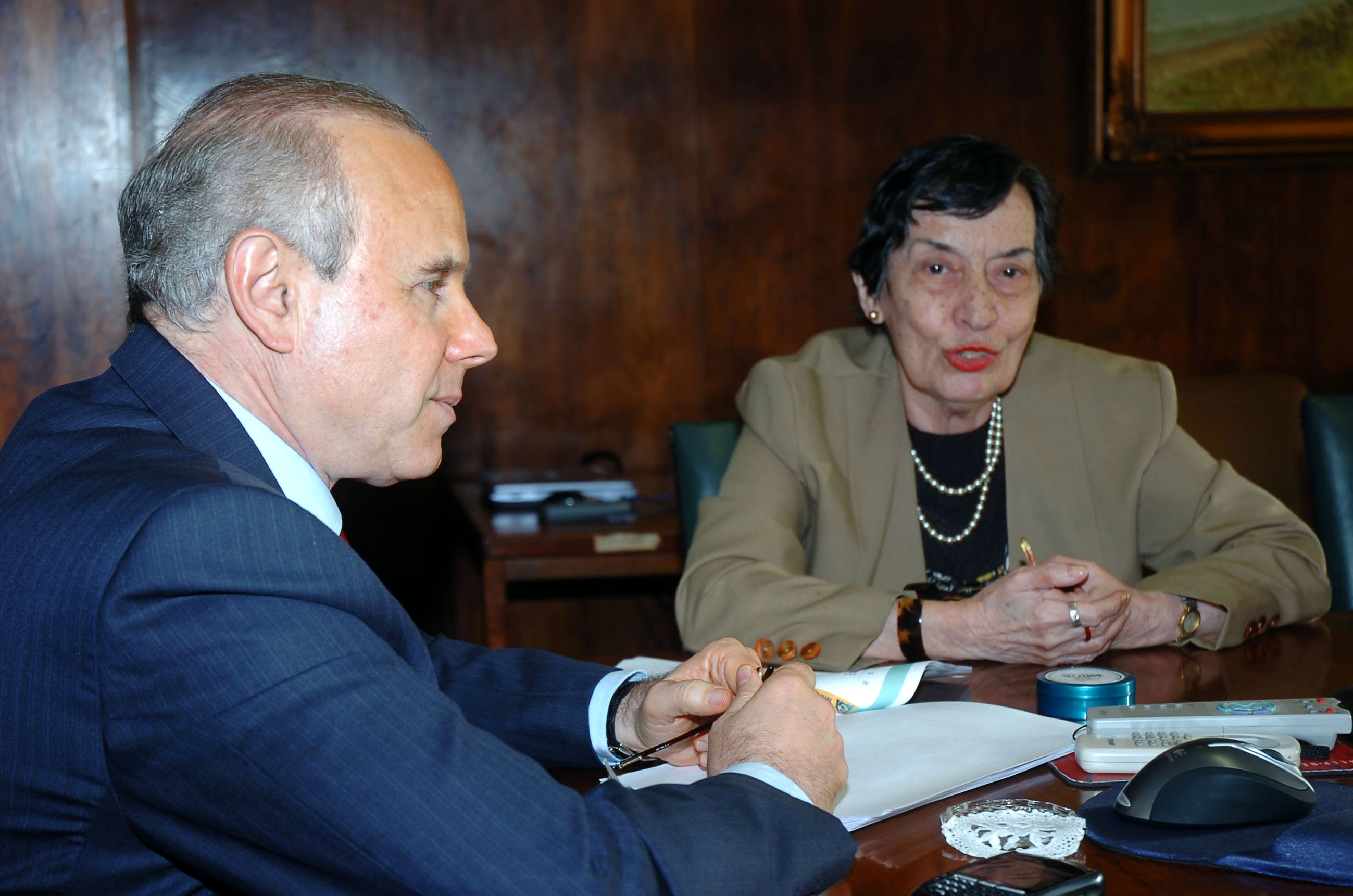
Maria da Conceição Tavares em Brasília com o então Ministro da Fazenda, Guido Mantega.

Tavares posicionou-se contra a formatação do programa Bolsa Família. Para ela, a focalização seria uma experiência fracassada, empurrada goela abaixo de países latinos pelo Banco Mundial. Maria da Conceição Tavares chamou os criadores da "Agenda Perdida" (José Alexandre Scheinkman, Ricardo Paes de Barros e Marcos Lisboa) de "débeis mentais". Palocci defendeu o programa e seu formato, dizendo que "A focalização é uma questão de bom senso e não de política de direita ou de esquerda".
Durante uma entrevista em 2007, Tavares apontou que o dólar valorizado era um paradoxo, bom para os trabalhadores mas ruim para a indústria. Em 2010, criticou a proposta de criação Fundo Soberano brasileiro.
Na eleição presidencial de 2010, Maria da Conceição Tavares viu dois ex-alunos seus chegarem ao segundo turno; mesmo amiga pessoal de José Serra, avisou-o que votaria em Dilma Rousseff. Em 2016, se manifestou contra a aprovação da PEC do Teto dos Gastos Públicos, a qual, segundo ela, iria contra até mesmo os preceitos do Fundo Monetário Internacional (FMI).
Ao longo de 60 anos de docência formou gerações de economistas e líderes políticos brasileiros, entre eles José Serra, Carlos Lessa, Edward Amadeo, Aloísio Teixeira, Luciano Coutinho, Luís Gonzaga Beluzzo e João Manuel Cardoso de Melo. Era torcedora apaixonada do clube de futebol brasileiro Vasco da Gama.
Em setembro de 2018, foi lançado um documentário sobre sua vida, dirigido por José Mariani, com a duração de 75 minutos. Em 2021, ficou subitamente popular nas redes sociais, quando usuários começaram a compartilhar trechos de entrevistas e aulas gravadas suas, particularmente uma disciplina de economia política ministrada na Unicamp em 1992. Um trecho tirado de uma entrevista no programa Roda Viva da TV Cultura, em 1995, viralizou no aplicativo TikTok: "Se você não se preocupa com justiça social, com quem paga a conta, você não é um economista sério. Você é um tecnocrata".
Maria da Conceição Tavares morreu em Nova Friburgo, estado do Rio de Janeiro, em 8 de junho de 2024, aos 94 anos. Seu corpo foi cremado, e em 17 de junho suas cinzas foram depositadas no jardim do Instituto de Economia da Unicamp. Uma árvore foi plantada no mesmo local em homenagem ao seu trabalho relacionado ao Instituto.
Em 21 de junho, a Assembleia da República, parlamento de Portugal, aprovou por unanimidade um voto de pesar pelo falecimento de Maria da Conceição Tavares, "alguém que lutou sempre por princípios nobres e que inspira a concretização de um mundo mais justo, mais solidário, mais igualitário", e destacando o seu trabalho e preocupações políticas e sociais.

## Prêmios e reconhecimentos

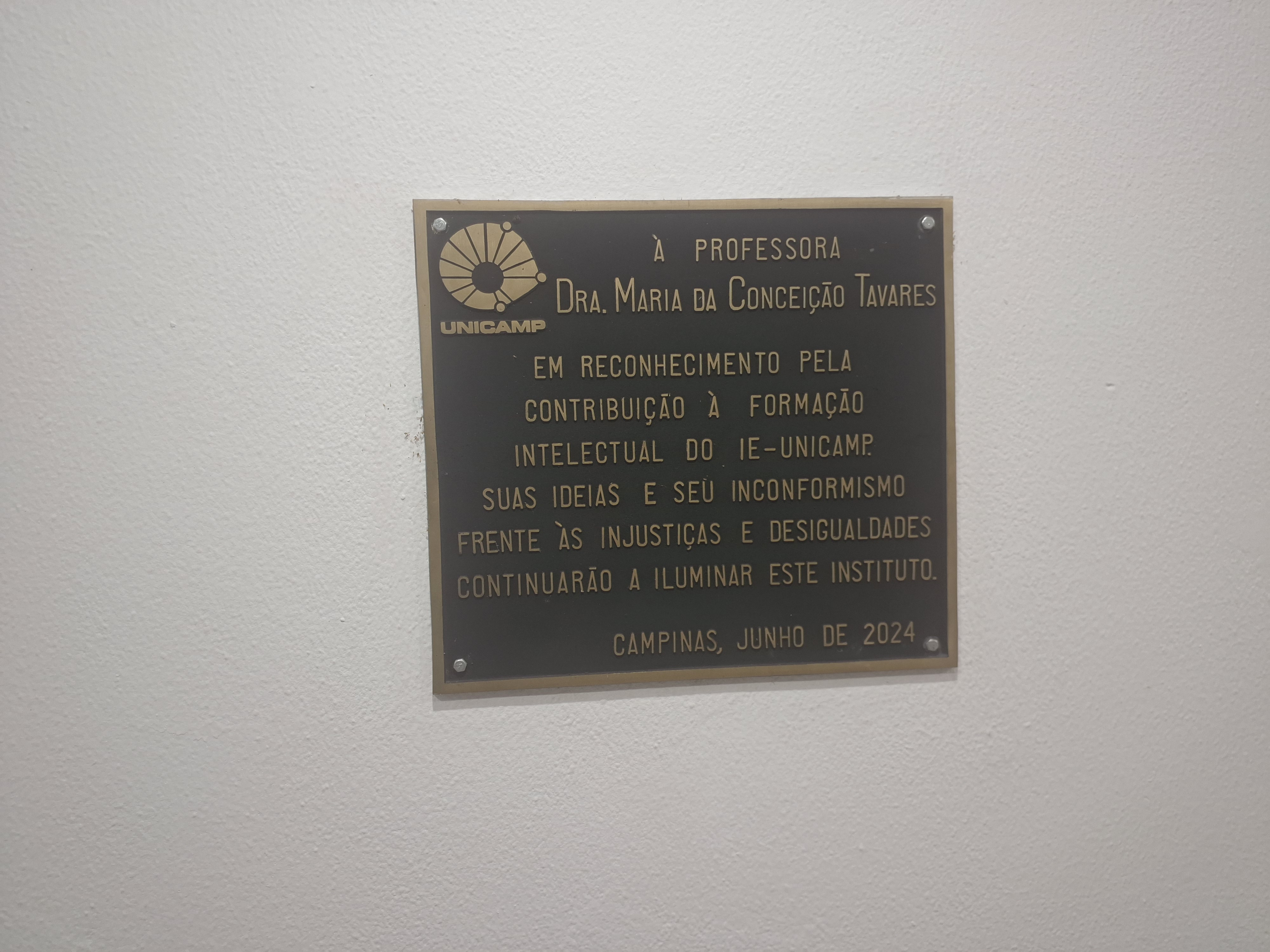
Placa em homenagem a Maria da Conceição Tavares presente no Instituto de Economia da Unicamp.

Maria da Conceição Tavares recebeu diversos prêmios e honrarias pelo seu trabalho, destacando-se:
- 1960: Prêmio Visconde de Cairu, UFRJ.
- 1986: Medalha de Honra da Inconfidência, Governo de Minas Gerais.
- 1986: Grau de Oficial da Ordem de Rio Branco, Ministério das Relações Exteriores do Brasil.
- 1987: Grau de Comendador da Ordem do Mérito, República Portuguesa.[43]
- 1987: Ordem ao Mérito do Trabalho, Ministério do Trabalho do Brasil.
- 1993: Professora Emérita, UFRJ.
- 1998: Medalha Bernardo O’Higgins da República do Chile.
- 1998: Prêmio Jabuti em Economia, Administração, Negócios e Direito.
- 2000: Medalha Pedro Ernesto, da Câmara Municipal do Rio de Janeiro.
- 2011: Prêmio Almirante Álvaro Alberto para Ciência e Tecnologia.[44]

## Livros e Artigos
- Da substituição de importações ao capitalismo financeiro. Rio de Janeiro, Zahar, 1972 (Fazem parte desse livro os artigos: "Auge e declínio do processo de substituição de importações no Brasil"; "Notas sobre o problema do financiamento numa economia em desenvolvimento - o caso do Brasil"; "Além da estagnação"; Natureza e contradições do desenvolvimento financeiro recente).
- Acumulação de capital e industrialização no Brasil. Campinas, Editora da Unicamp, 1986. Republicada em 1998 pelo Instituto de Economia da Unicamp.
- Ciclo e crise: o movimento recente da industrialização brasileira. Campinas, Instituto de Economia, 1998.
- Poder e dinheiro. José Luís Fiori (org.) Petrópolis, Vozes, 1997 (Destacam-se seus artigos: A retomada da hegemonia norte-americana e, em coautoria com Luiz Eduardo Melin, pós-escrito 1997: a reafirmação da hegemonia norte-americana).
- (Des)ajuste global e modernização conservadora. Rio de Janeiro, Paz e Terra, 1993.
- "Uma reflexão sobre a natureza da inflação contemporânea" (com Luís Gonzaga Beluzzo). In: Rego, José Márcio (org.). Inflação inercial, teorias sobre inflação e o Plano Cruzado. Rio de Janeiro, Paz e Terra, 1986.

### Coluna Lições Contemporâneas naFolha de S.Paulo
- Tristes memórias do pacto inflacionário, 25 de julho de 1993.
- A vida e a morte da moeda brasileira, 1 de agosto de 1993.
- A guerra das moedas na ciranda mundial, 8 de agosto de 1993.
- Japão é obsessão para mundo capitalista 15 de agosto de 1993.
- Baixos salários e competitividade externa, 29 de agosto de 1993.
- O consenso e o dissenso de Washington, 3 de outubro de 1993.
- A realidade sobre o Nafta e o Mercosul, 28 de novembro de 1993.
- Feliz ano velho para o País do futuro, 14 de novembro de 1993.
- Homenagem a Aníbal Pinto, 14 de janeiro de 1996.
- Globalitarismo e neobobismo, 30 de março de 1997.
- Globalização e Estado Nacional, 12 de outubro de 1997.
- Acordo de privatização, investimentos e cidadania, 1 de março de 1998.
- 50 anos do "Manifesto Latino-Americano", 26 de setembro de 1999.
- Aos que ainda têm voz: falem", 21 de novembro de 1999.
- O PT e as classes subordinadas, 13 de fevereiro de 2000.
- Por que é preciso um plebiscito sobre a dívida externa, 2 de julho de 2000.
- Desnacionalização e vulnerabilidade externa, 3 de dezembro de 2000.
- Não chore por nós, Argentina, 15 de junho de 2001.
- Integração dos ricos e desintegração dos pobres, 2 de dezembro de 2001.

### Artigos na Revista de Economia Política[45]
- Ainda a controvérsia sobre a demanda efetiva: uma pequena intervenção, Volume 1, nº 3, 1981. (Em coautoria com Luiz Gonzaga Belluzzo)
- A retomada da hegemonia americana, Volume 5, nº 2, 1985.
- Artigos de Maria da Conceição Tavares, Volume 14, nº 2, 1994.
- Homenagem a Aníbal Pinto, Volume 16, nº 2, 1996.
- The geoeconomics of the empire and the mutations of the capital: the two cicles of US economic expansion in the late twentieth century, Volume 40, nº 2, 2020. (Em coautoria com Maurício Metri)